# Marks Peak
Der Marks Peak ist ein 3325 m hoher und felsiger Gipfel der Executive Committee Range im westantarktischen Marie-Byrd-Land. Er ragt am südlichen Kraterrand des erloschenen Vulkans Mount Hampton auf.
Der United States Geological Survey kartierte den Berg anhand eigener Messungen und mithilfe von Trimetrogon-Luftaufnahmen der United States Navy zwischen 1958 und 1960. Das Advisory Committee on Antarctic Names benannte ihn 1962 nach dem US-amerikanischen Elektroingenieur Keith E. Marks vom National Bureau of Standards, der von 1959 bis 1960 zu einer Erkundungsmannschaft im Marie-Byrd-Land gehört hatte.